# Cantonul Dun-sur-Auron
Cantonul Dun-sur-Auron este un canton din arondismentul Saint-Amand-Montrond, departamentul Cher, regiunea Centru, Franța.

## Comune
| Comune                 | Populație (1999) | Cod poștal | Cod INSEE |
| ---------------------- | ---------------- | ---------- | --------- |
| Bussy                  | 366              | 18130      | 18040     |
| Chalivoy-Milon         | 461              | 18130      | 18045     |
| Cogny                  | 40               | 18130      | 18068     |
| Contres                | 31               | 18130      | 18071     |
| Dun-sur-Auron          | 4 013            | 18130      | 18087     |
| Lantan                 | 107              | 18130      | 18121     |
| Osmery                 | 254              | 18130      | 18173     |
| Parnay                 | 48               | 18130      | 18177     |
| Raymond                | 156              | 18130      | 18191     |
| Saint-Denis-de-Palin   | 339              | 18130      | 18204     |
| Saint-Germain-des-Bois | 547              | 18340      | 18212     |
| Verneuil               | 37               | 18210      | 18277     |